# (48458) Merian
(48458) Merian (1991 RG5) – planetoida z pasa głównego asteroid okrążająca Słońce w ciągu 5,52 lat w średniej odległości 3,12 j.a. Odkryta 13 września 1991 roku.